# Малки Искър (село)
 Тази статия е за селото.  За реката вижте Малки Искър.  
Малки Искър е село в Западна България. То се намира в община Етрополе, Софийска област.

## География
Село Малки Искър се намира в планински район.

## История
Селото е образувано през 1963 година след сливането на населената местност Лопянски ханове, част от село Лопян, местността Хановете, част от село Брусен, и населената местност Лъга, също част от Брусен. Първоначално носи името Брусенски ханове, а в 1971 година е прекръстено на Малки Искър.